# Hugues Le Paige
Hugues le Paige (Bruxelles, 1946) è un giornalista, regista e produttore belga.

## Biografia
Hugues le Paige è nato a Bruxelles nel 1946.
Si è laureato in Lettere e Filosofia (indirizzo giornalismo e comunicazione sociale) alla Université libre de Bruxelles.
Dal 1970 al 2004, ha lavorato come giornalista presso la RTBF (Radio-télévision belge), dove è stato dapprima corrispondente estero da Parigi e Roma, poi autore e produttore nel dipartimento documentaristico della rete radiotelevisiva.
I suoi documentari si incentrano soprattutto sulla società e la politica italiana.

## Il fare politica. Cronache della Toscana Rossa (1982-2004)
Il fare politica è un documentario di argomento politico-sociale prodotto nel 2005 ed ambientato nel piccolo paese di San Casciano in Val di Pesa nella frazione di Mercatale, vicino a Firenze, edito in un cofanetto da Feltrinelli assieme a La Cosa di Nanni Moretti, film che racconta il passaggio dal Pci al Pds visto dall'interno delle sezioni italiane.
Il film-documentario racconta la storia di Fabiana (impiegata), Carlo (operaio), Claudio (vigile) e Vincenzo (artigiano), tutti e quattro iscritti al Partito Comunista, animati da una forte passione politica e da un'instancabile voglia di cambiare il mondo.
Per realizzare il film, La Paige è tornato ogni due anni nel paesino toscano, dove ha ripreso per ben due decenni gli eventi più significativi della vita dei quattro protagonisti. 
Cresciuti nella politica, che essi vedono come una scuola o addirittura come una seconda famiglia, i quattro personaggi raccontano la realtà del loro tempo ritraendola secondo una prospettiva allo stesso tempo lucida e appassionata. La Paige filma dunque i volti pieni di lacrime dei protagonisti presenti al funerale di Berlinguer (1984), come anche le loro reazioni all'ascesa di Berlusconi in politica agli inizi degli anni Novanta e la nuova avventura del Pds, poi Ds che portano alla costituzione del Partito Democratico.
È la storia di un cammino di disillusioni, che lascia aperti molti interrogativi su quale possa essere il futuro della politica italiana e che cosa sia rimasto, nell'epoca presente, di quella volontà di cambiamento che animava i giovani e gli adulti degli anni '80.